# Josef Sachs
Josef Ernst Sachs, född den 4 januari 1872 i Stockholm, död den 23 juni 1949, var en svensk affärsman och grundare av varuhuset NK, vars verkställande direktör han var 1915–1937. Under första världskriget var han av regeringen, tillsammans med Eric Trolle, utsedd att sköta Sveriges kommersiella förhandlingar med centralmakterna. Åren 1916–1924 var han norsk generalkonsul i Stockholm. Jämte sin svåger Artur Thiel donerade han medel till det 1911 uppförda Sachsska barnsjukhuset i Stockholm.

## Liv och verk

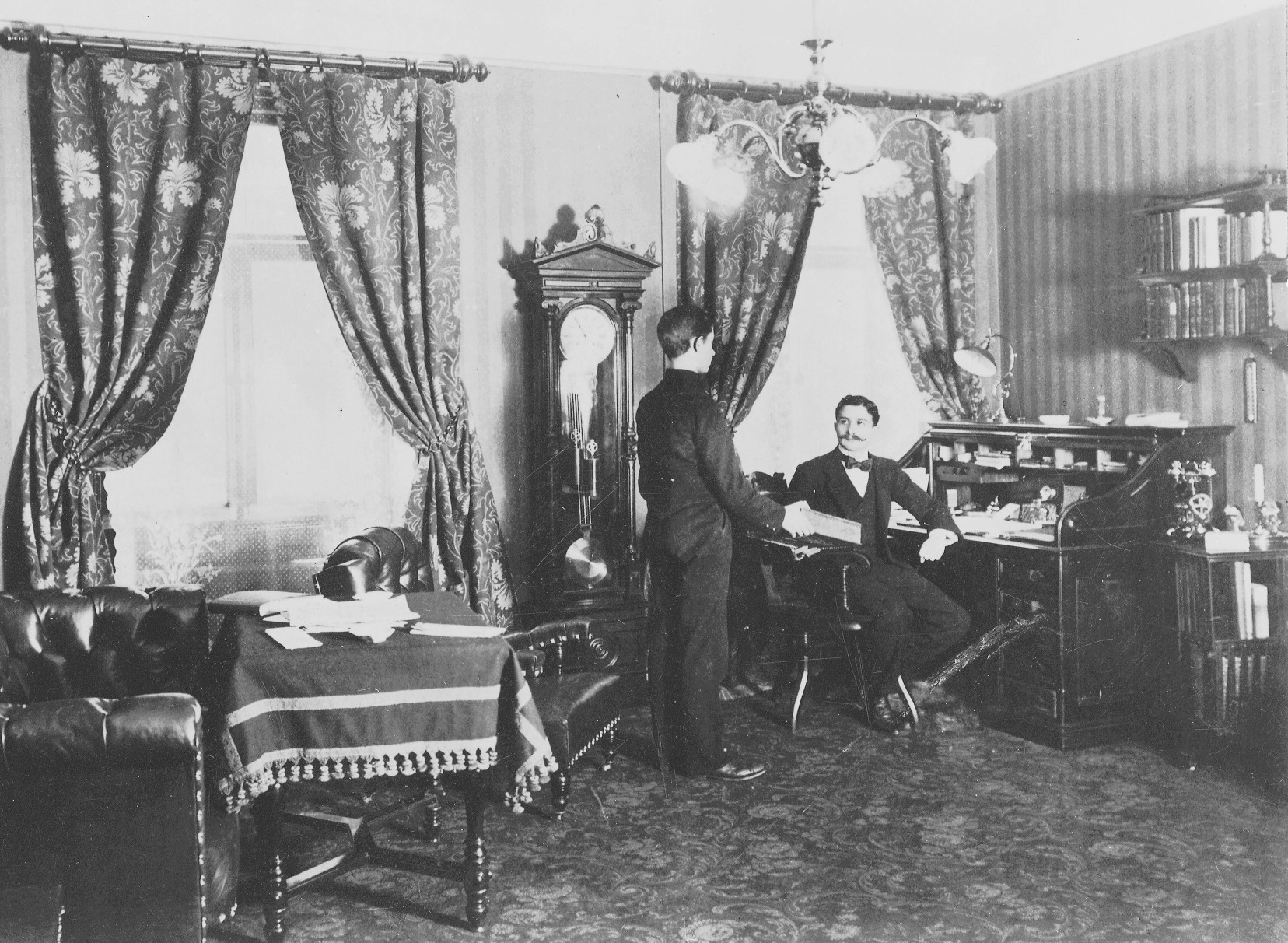
Joseph Sachs på varuhuset Josef Lejas kontor 1896.

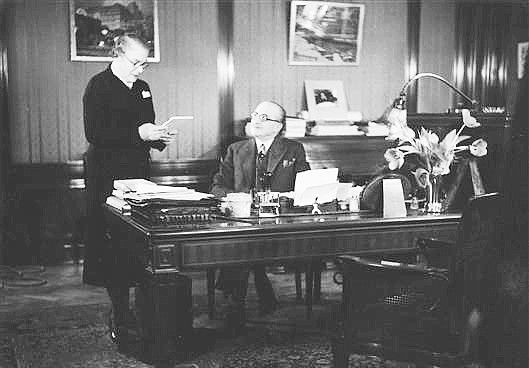
Josef Sachs NK:s kontor 1930-tal.

Efter studentexamen 1890 bedrev den unge Sachs 1890–1893 handelsstudier i England och Frankrike. Återkommen till Sverige efterträdde han 1893 sin far Simon Sachs som innehavare av firma Joseph Leja i Stockholm. Denna firma hade grundats 1852 av Sachs morfar Joseph Leja, son till den tysk-judiske invandraren Benjamin Leja.
Inspirerad av de stora varuhus som vid denna tid börjat växa fram i framför allt USA slog Sachs 1902 samman sin verksamhet med firman K.M. Lundberg vid Stureplan och bildade därmed Nordiska Kompaniet (NK). Han medverkade även vid ledning av NK-skolan, vilket var en unik utbildning för sin tid som syftade till att ta fram goda försäljare inom detaljbranschen. År 1915 flyttades NK:s verksamhet in i den magnifika byggnad, som Sachs lät uppföra på Hamngatan, ritad av Ferdinand Boberg och som ännu inrymmer NK. Utöver flera ytterligare NK-varuhus i Sverige hade Sachs 1920-1934 även ett varuhus i Buenos Aires. Han ägnade sig också åt olika typer av import- och exportaffärer och hade höga förtroendeuppdrag inom många olika fackorganisationer, bland annat Stockholms glas- och porslinshandlarförening, Sveriges allmänna handelsförening och Svenska Arbetsgivareföreningen. 
År 1930 öppnade han, tillsammans med varuhuskejdan Grand Bazars ägare Herman Gustaf Turitz, det första EPA-varuhuset enligt amerikansk förebild. Lanseringen var dock inte okontroversiell och de låga priserna väckte protester från lokala handlare. Då både Sachs och Turitz var judar kom kampanjen att uppvisa antisemitiska inslag. År 1934 tillsattes en statlig utredning för att undersöka om marknaden för lågprisföretag skulle regleras för att skydda övrig handel, men någon lagstiftning blev det inte och varuhuskedjan kunde fortsätta att växa runt om i Sverige. Han lämnade posten som NK:s VD 1937, men kvarstod i dess styrelse till sin död, först som vice ordförande och från 1944 som ordförande.
Sachs var engagerad i flera internationella utställningar där Sverige som nation deltog. Den största av dem var världsutställningen i New York 1939 för vilken han var hedersordförande med vissa operativa uppgifter. Bland annat rekommenderade han utställningsbestyrelsen att utse Folke Bernadotte till Newyork-utställningens generalkommissarie och så blev det.
Sachs var en visionär med många nya idéer. Redan 1902 gav han NK:s anställda fri läkarvård och pensionssparande. I det nya NK-huset lät han installera Stockholms första rulltrappa. Vid sidan av sin affärsverksamhet var Sachs även, tillsammans med sin syster Alice Thiel, grundare av Sachsska barnsjukhuset (1911). Han var också stor samlare av konst och konsthantverk.
Samma år som Sachs dog utgavs i två delar hans bok Mitt livs saldo.

Ett icke ringa antal någotsånär välbekanta personer räknar släktskap med Josef Sachs. Sålunda kan omnämnas, att han var kusin till Felix Sachs och farfars far till Marcus Wallenbergs nuvarande maka, arkitekten Fanny Sachs.